# Manabu Ishibashi
Manabu Ishibashi (Japans: 石橋 学 Ishibashi Manabu) (Sannohe, 30 november 1992) is een Japans wielrenner.

## Overwinningen
2014
 Japans kampioen tijdrijden, Beloften

## Resultaten in voornaamste wedstrijden
| Jaar | Ronde van Italië | Ronde van Frankrijk | Ronde van Spanje |
| ---- | ---------------- | ------------------- | ---------------- |
| 2015 | opgave           |                     |                  |

## Ploegen
- 2012 –  Team Ukyo (stagiair vanaf 1-8)
- 2013 –  Team Nippo-De Rosa
- 2014 –  Vini Fantini Nippo
- 2015 –  Nippo-Vini Fantini
- 2016 –  Nippo-Vini Fantini
- 2017 –  Bridgestone Anchor Cycling Team
- 2018 –  Bridgestone Anchor Cycling Team
- 2019 –  Team Bridgestone Cycling
- 2020 –  Team Bridgestone Cycling
- 2022 –  Team UKYO
- 2023 –  JCL Team UKYO
- 2024 –  JCL Team UKYO
- 2025 –  Team UKYO[a]

Berlato · Bisolti · Chaparro · Colli · Cunego · De Negri · Filosi · Grosu · Ishibashi · Kuroeda · Malaguti · Marini · A.Nibali · Pozzo · Stacchiotti · Viola · Yamamoto · Onesti (stagiair)
Chikatani · Harada · Hashimoto · Hori · Ichimaru · Imamura · Ishibashi · Kuboki · Okubo · Sawada